# Região hidrográfica
Uma região hidrográfica é uma área delimitada pelas bacias hidrográficas de um ou mais rios, que compartilham a mesma rede de drenagem. Ela corresponde ao espaço onde a água de rios, córregos, lagos e outros corpos d'água flui para um único ponto, normalmente o mar, um lago ou outro grande curso d'água. Essas regiões são fundamentais para o estudo da hidrologia, pois permitem entender a dinâmica das águas em um determinado território.
A região hidrográfica também pode corresponder ao espaço de uma ou mais bacias hidrográficas vizinhas, com características naturais e socioeconômicas similares. Por meio dessa divisão, é possível realizar um melhor gerenciamento e planejamento dos recursos hídricos, atendendo de forma mais eficiente às necessidades de conservação e uso sustentável da água.
A divisão das regiões hidrográficas facilita o planejamento e a gestão dos recursos hídricos, a conservação ambiental e a prevenção de desastres naturais, como enchentes. No Brasil, por exemplo, o país é dividido em 12 grandes regiões hidrográficas, cada uma delas composta por várias bacias fluviais. Cada bacia é formada por um rio principal e seus afluentes, e sua área pode abranger diversos estados ou até países, dependendo da sua extensão.
Além da importância para a gestão dos recursos hídricos, as regiões hidrográficas também desempenham um papel essencial na preservação da biodiversidade, pois os ecossistemas aquáticos e terrestres nessas áreas estão intimamente conectados. Por isso, o manejo sustentável das regiões hidrográficas é crucial para garantir a disponibilidade de água de boa qualidade para as gerações futuras.